# Mitrovac (Kutjevo)
Mitrovac falu Horvátországban, Pozsega-Szlavónia megyében. Közigazgatásilag Kutjevohoz tartozik.

## Fekvése
Pozsegától légvonalban 18, közúton 22 km-re északkeletre, községközpontjától 5 km-re északnyugatra, a Pozsegai-medence északi szélén, a Krndija-hegység lábánál, Kutjevo és Venje között fekszik.

## Története
A határában talált régészeti leletek tanúsága szerint Mitrovac területe már a történelem előtti időkben is lakott volt. A „Gradina” nevű lelőhelyen több rétegben az i. e. 3000. és 2450 közötti vučedoli kultúra kezdeti időszakának leletei, főként cseréptöredékek és a közelében hamvasztásos sírok kerültek elő. A település késői szakaszában minden bizonnyal erődített volt, mint azt a lelőhely neve is alátámasztja.
Mitrovac település középkori létezéséről írásos nyom nem maradt, az azonban tudható, hogy egykor két falu állt a mai település helyén: Mitrovac és Tomaševo. A török uralom idején mindkét falut katolikus és muzulmán hitre tért horvátok lakták, Tomaševo azonban a felszabadító harcokban elpusztult. Mitrovac 1687-ben szabadult fel a török uralom alól. Ezt követően a muzulmán lakosság helyére a török uralom alatt maradt Boszniából katolikus horvátok települtek be. 1698-ban „Mitrovacz” néven 16 portával szerepel a török uralom alól felszabadított szlavóniai települések összeírásában.
1702-ben 20, 1730-ban 28, 1746-ban 21 ház állt a településen. Az első katonai felmérés térképén „Dorf Mitrovacz”néven látható. Lipszky János 1808-ban Budán kiadott repertóriumában „Mitrovacz” néven szerepel. Nagy Lajos 1829-ben kiadott művében „Mitrovacz” néven 39 házzal és 370 katolikus vallású lakossal találjuk.
A településnek 1857-ben 343, 1910-ben 353 lakosa volt. 1910-ben a népszámlálás adatai szerint lakosságának 99%-a horvát anyanyelvű volt. Pozsega vármegye Pozsegai járásának része volt. Az első világháború után 1918-ban az új szerb-horvát-szlovén állam, majd később (1929-ben) Jugoszlávia része lett. 1991-ben lakosságának 97%-a horvát nemzetiségű volt. A településnek 2011-ben 133 lakosa volt.

## Lakossága
| Lakosság változása | Lakosság változása | Lakosság változása | Lakosság változása | Lakosság változása | Lakosság változása | Lakosság változása | Lakosság változása | Lakosság változása | Lakosság változása | Lakosság változása | Lakosság változása | Lakosság változása | Lakosság változása | Lakosság változása | Lakosság változása |
| ------------------ | ------------------ | ------------------ | ------------------ | ------------------ | ------------------ | ------------------ | ------------------ | ------------------ | ------------------ | ------------------ | ------------------ | ------------------ | ------------------ | ------------------ | ------------------ |
| 1857               | 1869               | 1880               | 1890               | 1900               | 1910               | 1921               | 1931               | 1948               | 1953               | 1961               | 1971               | 1981               | 1991               | 2001               | 2011               |
| 343                | 300                | 279                | 314                | 319                | 353                | 334                | 359                | 314                | 325                | 276                | 237                | 222                | 214                | 155                | 133                |

## Nevezetességei
- Szent Lénárd tiszteletére szentelt kápolnája.
- Bronzkori erődített település lelőhelye.